# Голубое (Крым)
Голубо́е (до 1945 года Баш-Ау́л; укр. Голубе, крымскотат. Baş Avul, Баш Авул) — исчезнувшее село в Ленинском районе Республики Крым, располагавшееся на юго-востоке района и Керченского полуострова, примерно в 2 км к северу от современного села Яковенково.

## История
Первое документальное упоминание села встречается в Камеральном Описании Крыма… 1784 года, судя по которому, в последний период Крымского ханства Беш Аул входил в Дин Керченский кадылык Кефинского каймаканства. После присоединения Крыма к России (8) 19 апреля 1783 года, (8) 19 февраля 1784 года, именным указом Екатерины II сенату, на территории бывшего Крымского Ханства была образована Таврическая область и деревня была приписана к Левкопольскому, а после ликвидации в 1787 году Левкопольского — к Феодосийскому уезду Таврической области. Перед Русско-турецкой войной 1787—1791 годов производилось выселение крымских татар из прибрежных селений во внутренние районы полуострова. В конце 1787 года из Бешева были выведены все жители — 88 душ. В конце войны, 14 августа 1791 года всем было разрешено вернуться на место прежнего жительства. После Павловских реформ, с 1796 по 1802 год, входила в Акмечетский уезд Новороссийской губернии. По новому административному делению, после создания 8 (20) октября 1802 года Таврической губернии, Баш-Аул был включён в состав Акмозской волости Феодосийского уезда.
По Ведомости о числе селении, названиях оных, в них дворов… состоящих в Феодосийском уезде от 14 октября 1805 года , в деревне Бешеул числилось 10 дворов и 89 жителей. На военно-топографической карте генерал-майора Мухина 1817 года деревня Баш аул обозначена с 15 дворами. После реформы волостного деления 1829 года Башаул, согласно «Ведомости о казённых волостях Таврической губернии 1829 года», отнесли к Чурубашской волости (переименованной из Аккозской). Видимо, вследствие эмиграции крымских татар в Турцию, деревня опустела, и на карте 1836 года в деревне 7 дворов, а на карте 1842 года Баш-Аул обозначен условным знаком «малая деревня» (это означает, что в нём насчитывалось менее 5 дворов).
В 1860-х годах, после земской реформы Александра II, деревню приписали к Сарайминской волости. Согласно «Списку населённых мест Таврической губернии по сведениям 1864 года», составленному по результатам VIII ревизии 1864 года, Баш-Аул — общинная татарская деревня с 17 дворами, 95 жителями и мечетью при колодцах. По обследованиям профессора А. Н. Козловского начала 1860-х годов, в селении «имеется хорошая пресная вода» в колодцах глубиной 1—5 саженей (от 2 до 10 м). Также имелись ауты, которые с наступлением лета высыхали (Аут — небольшой пруд в степном Крыму, наполнявшийся дождевой и талой водой). На трёхверстовой карте Шуберта 1865—1876 годов в деревне Баш-Аул обозначен 21 двор. По «Памятной книге Таврической губернии 1889 года», включившей результаты Х ревизии 1887 года, в деревнях Бешаул и Казаул вместе числилось 60 дворов и 335 жителей. По «…Памятной книжке Таврической губернии на 1892 год» в безземельной деревне Башаул, не входившей ни в одно сельское общество, числилось 137 жителей, домохозяйств не имеющих. На верстовой карте Крыма 1896 года в селении обозначено 38 дворов с татарским населением. По «…Памятной книжке Таврической губернии на 1902 год» в деревне Башаул, входившей в Сарайминское сельское общество, числилось 128 жителей в 3 домохозяйствах. По Статистическому справочнику Таврической губернии. Ч.II-я. Статистический очерк, выпуск пятый Феодосийский уезд, 1915 год, в деревне Башаул Сарайминской волости Феодосийского уезда числилось 22 двора (5 дворов с землёй, 17 — безземельные) с татарским населением в количестве 93 человек приписных жителей и 47 «посторонних», из которых 67 мужчин и 73 женщины. Жители владели 1003 десятинами удобной земли. В хозяйствах имелось 143 лошади, 64 вола, 40 коров и 850 голов овец, свиней, или коз.
После установления в Крыму Советской власти, по постановлению Крымревкома, 25 декабря 1920 года из Феодосийского уезда был выделен Керченский (степной) уезд, а, постановлением ревкома № 206 «Об изменении административных границ» от 8 января 1921 года была упразднена волостная система и в составе Керченского уезда был создан Керченский район в который вошло село (в 1922 году уезды получили название округов. 11 октября 1923 года, согласно постановлению ВЦИК, в административное деление Крымской АССР были внесены изменения, в результате которых округа были отменены и основной административной единицей стал Керченский район в который вошло село. Согласно Списку населённых пунктов Крымской АССР по Всесоюзной переписи 17 декабря 1926 года, в селе Баш-Аул Старый (бывшие хутор Ортаул и Кыз-Аулский рудник), Яныш-Такилского сельсовета Керченского района, числилось 47 дворов, все крестьянские, население составляло 200 человек, из них 161 татарин, 31 русский и 7 украинцев, действовала татарская школа I ступени (пятилетка). Постановлением ВЦИК «О реорганизации сети районов Крымской АССР» от 30 октября 1930 года (по другим сведениям 15 сентября 1931 года) Керченский район упразднили и село включили в состав Ленинского, а, с образованием в 1935 году Маяк-Салынского района (переименованного 14 декабря 1944 года в Приморский) — в состав нового района. На подробной карте РККА Керченского полуострова 1941 года в селе отмечено 9 дворов.
В 1944 году, после освобождения Крыма от фашистов, согласно Постановлению ГКО СССР № 5859 от 11 мая 1944 года, 18 мая крымские татары были депортированы в Среднюю Азию. 12 августа 1944 года было принято постановление № ГОКО-6372с «О переселении колхозников в районы Крыма» и в сентябре того же года в район приехали первые новоселы 204 семьи из Тамбовской области, а в начале 1950-х годов последовала вторая волна переселенцев из различных областей Украины. Указом Президиума Верховного Совета РСФСР от 21 августа 1945 года Баш-Аул был переименован в Голубое и Баш-Аульский сельсовет — в Голубовский. Ликвидировано, судя по доступным источникам, в связи с организацией Керченского полигона, до 1954 года, поскольку в списках упразднённых после этой даты сёл Голубое не значится.

### Динамика численности населения
| - 1778 год — 88 чел. - 1805 год — 89 чел. - 1864 год — 95 чел. - 1889 год — 335 чел. | - 1892 год — 137 чел. - 1902 год — 128 чел. - 1915 год — 93/47 чел. - 1926 год — 200 чел. |